# Margaret Deland

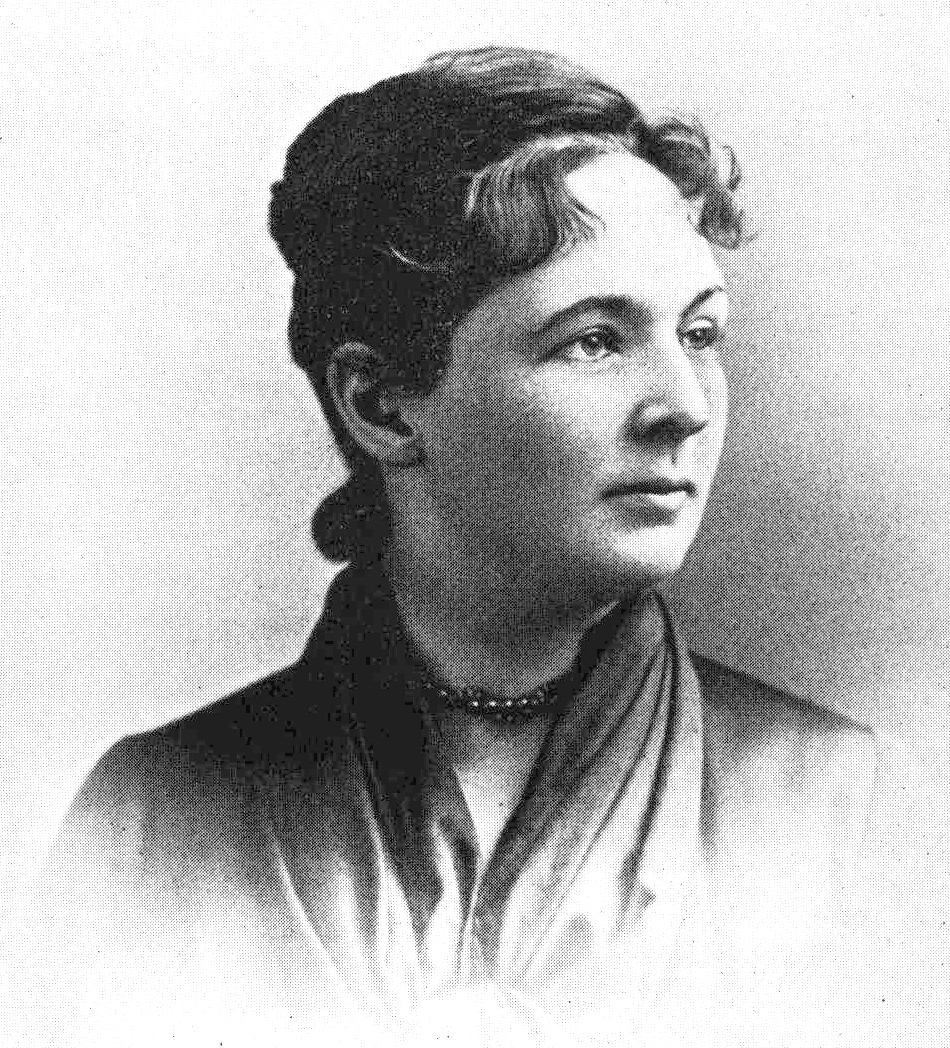
Margaret Deland

Margaret Deland (* 23. Februar 1857 in Allegheny, Pennsylvania als Margaretta Wade Campbell; † 13. Januar 1945 in Boston, Massachusetts) war eine US-amerikanische Autorin von Romanen, Kurzgeschichten und Gedichten.

## Frühe Jahre
Margaret Deland wurde am 23. Februar 1857 als Tochter von Sample Campbell und Margaretta Wade geboren. Ihre Mutter starb bei ihrer Geburt und auch ihren Vater verlor sie in frühester Kindheit. Daher wurde sie von ihrer Tante Lois Wade großgezogen. Im Alter von achtzehn Jahren zog sie alleine nach New York City, wo sie am Cooper Union College Kunst und Design studierte. In der Folgezeit unterrichtete sie am Normal College of the City of New York Zeichnen und Design, bis sie am 12. Mai 1880 Lorin Fuller Deland heiratete und mit ihm nach Boston zog, wo sie den Großteil ihres weiteren Lebens verbrachte. Hier engagierte sie sich sozial mit ihrem Mann, indem sie 60 unverheiratete Mütter in ihr Haus aufnahmen und damit versuchten dieses gesellschaftliche Tabu zu brechen.
Um diese Unternehmung zu finanzieren, bemalte Deland zunächst Porzellan und ging dann dazu über, kleine Gedichte für Grußkarten zu verfassen. Ein Freund sendete einige ihrer Gedichte an das Harper’s Magazine, in dessen Märzausgabe 1885 The Succory veröffentlicht wurde.

## Karriere als Schriftstellerin
1886 erschien dann Delands erstes Buch The Old Garden and Other Verses bei Houghton Mifflin. Das mit einer Auflage von 1.000 Stück veröffentlichte Buch war innerhalb einer Woche ausverkauft. Im Jahr 1899 erschien es in fünfzehnter Auflage. Neben Gedichten widmete sich Deland schon früh anderen literarischen Gattungen zu. John Ward, Preacher, Delands erster Roman, erschien 1888 und die kontroverse Geschichte des Konfliktes zwischen einem calvinistischen Pfarrer und seiner episkopalen Frau fand einen hohen Absatz. Die Einnahmen aus den Buchverkäufen Margaret Delands und der finanzielle Erfolg ihres Mannes in der Werbeindustrie gaben der Familie finanzielle Sicherheit und sie wurden angesehene Mitglieder der Bostoner Gesellschaft.
Auch Kurzgeschichten gehörten zu den Werken Delands, vor allem Old Chester Tales (1899), eine Sammlung von Kurzgeschichten, die im fiktiven Ort Old Chester spielen und in denen der Gegensatz zwischen den Wünschen des Einzelnen und dem Wohl der Gemeinschaft thematisiert wird. Dabei bilden häufig innerhalb einer Geschichte verschiedene Figuren unterschiedliche Herangehensweisen an ein Problem und verdeutlichen dadurch die Komplexität von moralischen Entscheidungen.
Obwohl Deland später nie an den Erfolg früherer Werke anknüpfen konnte, erhielt sie mehrere Preise und Auszeichnungen. 1926 wurde sie in die American Academy of Arts and Letters gewählt.
Margaret Deland starb am 13. Januar 1945 im Alter von 87 Jahren im Hotel Sheraton in Boston. 

## Veröffentlichungen (Auswahl)
- 1886: The Old Garden and Other Verses
- 1888: John Ward, Preacher
- 1893: Mr. Tommy Dove, and other stories
- 1903: Dr. Lavendar's People
- 1904: The Common Way
- 1908: R.J.'s Mother and some Other People
- 1911: The Iron Woman
- 1916: The Rising Tide
- 1919: Small Things
- 1922: The Vehement Flame
- 1924: New Friends in Old Chester
- 1926: The Kays
- 1935: Old Chester Days
- 1941: Golden Yesterdays

## Preise und Auszeichnungen
- Ehrendoktorwürden:
  - 1917: Rutgers University
  - 1920: Tufts University
  - 1920: Bates College
  - 1921: Bowdoin College
- 1926: Aufnahme in das National Institute of Arts and Letters
- Orden der Ehrenlegion für ihre humanitäre Hilfe in Frankreich während des Ersten Weltkrieges